# Brestiv
Brestiv, česky také Brestov, ukrajinsky Брестів, maďarsky Nagybresztó nebo také Ormód, je obec v okrese Mukačevo v Zakarpatské oblasti Ukrajiny. Patří do Čynadijevské vesnické komunity. V roce 2025 zde žilo 355 obyvatel; v celé obci Brestiv pak žilo 1789 obyvatel.

## Části obce
- Brestiv
  - Malyj Brestiv, ukrajinsky Малий Брестів
- Lecovycja
- Ploskanovycja

## Příroda
Nedaleko obce Brestov je chráněná oblast Dereniv. Rozloha je 300 hektarů. Statut byl udělen za účelem zachování části lesního masivu s přírodními vysoce produkčními výsadbami skalního dubu a buku.

## Historie
Do uzavření Trianonské smlouvy byla ves součástí Uherska, poté byla, pod názvem Brestov, součástí československé první republiky. V roce 1936 zde byla otevřena obecní škola. Od roku 1945 byla obec součástí Ukrajinské sovětské socialistické republiky, která byla součástí SSSR, a nakonec od roku 1991 je součástí samostatné Ukrajiny.